# Чесалто
Чесалто је насеље у Италији у округу Тревизо, региону Венето.
Према процени из 2011. у насељу је живело 1734 становника. Насеље се налази на надморској висини од 4 м.

## Становништво
Према резултатима пописа становништва 2011. у општини је живело 3.834 становника.
| 1951. | 1961. | 1971. | 1981. | 1991. | 2001. | 2011. |
| ----- | ----- | ----- | ----- | ----- | ----- | ----- |
| 5.718 | 4.112 | 3.262 | 3.110 | 3.132 | 3.134 | 3.834 |